# Cotylidia carpatica
Cotylidia carpatica är en svampart som först beskrevs av Albert Pilát, och fick sitt nu gällande namn av Huijsman 1954. Cotylidia carpatica ingår i släktet Cotylidia, klassen Agaricomycetes, divisionen basidiesvampar och riket svampar.   Inga underarter finns listade i Catalogue of Life.